# Cneo Genucio Aventinense
Cneo o Gneo Genucio Aventinense  fue un político romano del siglo IV a. C. perteneciente a la gens Genucia.

## Familia
Genucio fue miembro de los Genucios Aventinenses, una familia plebeya de la gens Genucia. Estaba emparentado con el también consular Lucio Genucio Aventinense.

## Carrera pública
Fue elegido cónsul en el año 363 a. C., aunque no hizo nada de mención porque el Senado estuvo ocupado en aplacar la ira de los dioses.